# Diplazium aphanoneuron
Diplazium aphanoneuron är en majbräkenväxtart som beskrevs av Jisaburo Ohwi.
Diplazium aphanoneuron ingår i släktet Diplazium och familjen Athyriaceae. Inga underarter finns listade i Catalogue of Life.